# Резолюция 175 на Съвета за сигурност на ООН
Резолюция 175 на Съвета за сигурност на ООН е приета единодушно на 12 септември 1962 г. по повод кандидатурата на Тринидад и Тобаго за членство в ООН. С Резолюция 175 Съветът за сигурност препоръчва на Общото събрание на ООН Тринидад и Тобаго да бъде приета за член на Организацията на обединените нации.